# Pedro Cateriano
Pour les articles homonymes, voir Bellido.
Pedro Cateriano Bellido, né le 26 juin 1957 à Lima, est un avocat et homme d'État péruvien. Il est président du Conseil des ministres entre le 2 avril 2015 et le 28 juillet 2016 et de nouveau du 15 juillet au 6 août 2020.

## Biographie
Avocat de formation et spécialiste de droit constitutionnel, Pedro Cateriano est député au Congrès du Pérou entre 1990 et 1992. Il est vice-ministre de la Justice de 2001 à 2002. En juillet 2012, il est nommé ministre de la Défense et exerce cette fonction jusqu'à sa nomination comme président du Conseil par le président Ollanta Humala le 2 avril 2015. Il succède à Ana Jara, dont le gouvernement a été mis en minorité au Parlement trois jours plus tôt. Il est considéré comme une figure de la droite libérale péruvienne.
Le 15 juillet 2020, il est de nouveau nommé président du Conseil des ministres, par le président Martín Vizcarra. Le 4 août, son gouvernement n'obtient pas la confiance du Congrès, ce dernier lui reprochant sa mauvaise gestion de la crise sanitaire provoquée par la pandémie de Covid-19. Il est également contesté pour sa proximité avec l'industrie minière. Il est remplacé le 6 août par le général Walter Martos.

## Distinctions
- Grand-croix de l'ordre d'Isabelle la Catholique